# Otto Gert Folberth
Otto Gert Folberth (* 28. November 1924 in Mediaș, Rumänien; † 10. Februar 2018) war ein deutscher Physiker, der sich mit Halbleitertechnik befasste. Er leitete die Halbleiterforschung bei IBM in Böblingen und war Honorarprofessor an der Universität Stuttgart.

## Leben
Otto Folberth, Sohn des Pädagogen, Historikers und Publizisten Otto Folberth, besuchte von 1931 bis 1943 die Volksschule und das Gymnasium in seiner Geburtsstadt Mediasch. Ab 1946 war er Student der Physik an der Universität Stuttgart (Abschlüsse: Diplom-Physiker 1951, Doktor der Naturwissenschaften 1952).
1952 bis 1960 war Folberth wissenschaftlicher Mitarbeiter im Forschungslaboratorium der Siemens-Schuckert-Werke AG in Erlangen. Vorwiegend beschäftigte er sich mit der Erforschung von neuen halbleitenden Verbindungen und deren Mischkristallen. Beispielsweise hielt er ein Patent auf die Herstellung roter Leuchtdioden. Ab 1961 leitete er den Aufbau der Halbleiterforschung und -entwicklung der IBM Deutschland GmbH in Böblingen. Die dort entwickelten hochintegrierten Halbleiterkomponenten fanden Verwendung in vielen weltweit vermarkteten Computersystemen der IBM. Die Pionierleistungen, die auf diesem Gebiet innerhalb IBM in Böblingen erbracht wurden, führten auch dazu, dass in Sindelfingen ein Halbleiterwerk von IBM entstand. Folberth war dort Leiter der Halbleiter- und Prozessentwicklung. Er war längere Zeit bei IBM in den USA und ab 1983 bis zur Pensionierung 1989 war Folberth Direktor für Wissenschaft der IBM Deutschland. Er lebte zuletzt in Bad Windsheim.
1968 bis 1988 war Folberth Lehrbeauftragter, ab 1974 Honorarprofessor, für das Fach Technologie integrierter Halbleiterschaltungen an der Universität Stuttgart.
Folberth war Autor/Koautor von etwa 150 technisch-wissenschaftlichen Aufsätze, Patentschriften und Büchern. 
Folberth war aktives Mitglied in mehreren wissenschaftlich-technischen Verbänden, u. a. in der Deutschen Physikalischen Gesellschaft (Präsident 1988–1990, Vizepräsident 1990–1992) und in der European Physical Society (1988–1992 Mitglied des Executive Committee).
1974 wurde er IBM Fellow.

## Schriften
- Herausgeber mit Warren D. Grobman VLSI: Technology and Design, IEEE Press 1984
- Grundlagen der Halbleiterphysik, Technische Handbücherei, Berlin: Schiele und Schön 1965